# Veréb Tamás
Veréb Tamás (Miskolc, 1994. február 8. –) magyar színész, énekes, a 2016-os Sztárban sztár nyertese.

## Dalai
- 2016 – Now we run
- 2016 – Előttem a kép
- 2017 – We are the water / Nincs határ
- 2017 – Pillangóhatás
- 2017 – Nincs valóság
- 2018 – Akárcsak Budapest (Valami csak itt fér el)
- 2018 – Éjszakai járat
- 2019 – Divine
- 2020 – Szabad élet
- 2020 – Örök álmodozó
- 2020 – 24 óra (ft. Ruby Harlem)
- 2020 – Ahol a szív
- 2021 – Miénk volt a Világ

## Életpályája
Szülei második fiúgyermekeként született. Általános iskolai tanulmányait a Kazinczy Ferenc Általános és Magyar–Angol Két Tanítási Nyelvű Iskolában végezte. 2012-ben érettségizett a Diósgyőri Gimnázium hatosztályos, emelt szintű angol osztályában. Gimnáziumi évei alatt rendszeresen játszott a – dr. Lénárt Attila vezette – Diákszínpadon.
Zenei tanulmányait a miskolci Egressy Béni Zeneiskolában folytatta. 2007. szeptemberétől Földessy Margit Színitanodájába járt.
Színpadon már 9 éves korában a Miskolci Nemzeti Színház Isten pénze című darabjában debütált. Ezt követően a Carmenben, A Kölyök című musicalben (a címszereplőt) és a Valahol Európában (Csóró szerepében) játszott.
2010-ben a Margitszigeti Szabadtéri Színpadon a Szegény gazdagok és a Robin Hood musicalek ősbemutatóiban kapott szerepet, az előbbiben Kálmán, az utóbbiban William szerepét játszotta. Kálmán szerepét a 2010/2011-es évadban a József Attila Színházban is játszotta.
Ezen kívül rendszeresen vett részt magyar és nemzetközi énekversenyeken, valamint fellépett musical rendezvényeken, jótékonysági gálákon.
2007 és 2010 között négyszer nyerte el a MOL Tehetségtámogató program egyéves ösztöndíját, mely tehetséges fiatal művészek és ifjú tudósok szakmai fejlődését segíti.
2013-2018 októbere között a Budapesti Operettszínház tagja volt. Az elfújta a szél című musical egyik férfi főszerepében mutatkozott be, majd ugyanebben az évben megkapta a Rómeó és Júlia musical férfi címszerepét, a musicalirodalom első 19 éves Rómeójaként.
Számos főszerepet játszott a Budapesti Operettszínház színpadán, többek között a Mozart!, Miss Saigon, Isten pénze, Szép nyári nap, Fame, Marie Antoinette musicalekben.
2016-ban diplomázott klasszikus ének szakirányon a Miskolci Egyetem Bartók Béla Zeneművészeti Intézetében.
Színházi pályafutása mellett a The SunCity Rockets nevű zenekar frontembere, melyet 2015 nyarán alapított zenésztársaival.
2016-ban megnyerte a Sztárban sztár 4. évadát. Veréb Tamás énekelte a Budapesten rendezett 2017-es úszó-világbajnokság hivatalos szurkolói dalát, amely We Are the Water címmel jelent meg 2017. július 13-án.
2020-ban szerepet kapott a Barátok közt című magyar televíziós sorozatban, ahol Székely Csongort alakította.
2025-től az Erkel Színház tagja.

### Magánélete
2020 februárjában házasodott össze Klajkó Szandra táncművésszel. 2021 szeptemberében bejelentették válásukat. Második felesége 2025-től Koltai Vivien.

## Színházi szerepei
- A trón - Ladislaus (Kecskeméti Katona József Nemzeti Színház, 2025)
- Kőszívű – A Baradlay-legenda ...Baradlay Jenő (Kecskeméti Katona József Színház, 2022)
- Puskás, a musical…Puskás Ferenc (Erkel Színház, 2020; Győri Nemzeti Színház, 2021)
- Titanic…Jim Farell (Szegedi Szabadtéri Játékok, 2019)
- Kékszakáll ...Saphir (Budapesti Operettszínház, 2018)
- A Notre Dame-i toronyőr…Quasimodo (Budapesti Operettszínház, 2017)
- Frank Sinatra-A Hang…Frank Sinatra (RAM Kolosszeum, 2016)
- Marie Antoinette…Jacques Hébert (Budapesti Operettszínház, 2016)
- Fame…Nick (Budapesti Operettszínház, 2015)
- Szép nyári nap…Péter (Budapesti Operettszínház, 2015)
- Oszi Boszi…Királyfi (Budapesti Operettszínház, 2015)
- Erdei kalamajka…Pirmócs (Budapesti Operettszínház, 2015)
- Mozart!…Mozart (Budapesti Operettszínház, 2014)
- Isten pénze…Fiatal Scrooge (Budapesti Operettszínház, 2014)
- Miss Saigon…Chris (Budapesti Operettszínház, 2014)
- Rómeó és Júlia…Rómeó (Budapesti Operettszínház, 2013)
- Elfújta a szél…Ashley Wilkes (Budapesti Operettszínház, 2013)
- Robin Hood…William (Margitszigeti Szabadtéri Színpad, 2010)
- Szegény gazdagok…Kálmán (József Attila Színház, 2010)
- Valahol Európában…Csóró (Miskolci Nemzeti Színház, 2006)
- A Kölyök…Kölyök (Miskolci Nemzeti Színház, 2004)
- Isten pénze…Kis Scrooge (Miskolci Nemzeti Színház, 2003)

## Filmjei
- Aranybulla (2022)
- Barátok közt (2020)

TV szereplések:
Csináljuk a Fesztivált (2025) 

## Díjai
- Honthy-díj (2018)